# Бивень (фильм, 1980)
«Бивень» (фр. Poo Lorn L'Elephant) — французский драматический фильм 1980 года, снятый Алехандро Ходоровски по сценарию самого режиссёра и Николаса Никифора. Сюжет рассказывает о английской девушке и индийском слоне, родившихся в один день, которых объединяет общая судьба. Он основан на одноимённом романе Реджинальда Кэмпбелла 1935 года.

## В ролях
- Сирьель Клер — Элиза
- Антон Диффринг — Джон Моррисон
- Серж Мерлен — Грейсон
- Кристофер Митчем — Ричард Керн
- Мишель Пейрелон — Шекли
- Сукумар Анхана — махараджа